# Municipio de Newton (condado de Pike)
El municipio de Newton (en inglés: Newton Township) es un municipio ubicado en el condado de Pike en el estado estadounidense de Ohio. En el año 2010 tenía una población de 1958 habitantes y una densidad poblacional de 24,56 personas por km².

## Geografía
El municipio de Newton se encuentra ubicado en las coordenadas 39°2′25″N 83°5′23″O / 39.04028, -83.08972. Según la Oficina del Censo de los Estados Unidos, el municipio tiene una superficie total de 79.72 km², de la cual 78,57 km² corresponden a tierra firme y (1,44 %) 1,14 km² es agua.

## Demografía
Según el censo de 2010, había 1958 personas residiendo en el municipio de Newton. La densidad de población era de 24,56 hab./km². De los 1958 habitantes, el municipio de Newton estaba compuesto por el 97,65 % blancos, el 0,46 % eran afroamericanos, el 0,36 % eran amerindios, el 0,26 % eran asiáticos, el 0,05 % eran de otras razas y el 1,23 % eran de una mezcla de razas. Del total de la población el 0,05 % eran hispanos o latinos de cualquier raza.